# Эвридема северная
Эвридема северная, или клоп огородный, или клоп северный (лат. Eurydema dominulus) — клоп из семейства щитников (Pentatomidae).

## Распространение
Ареал: степная и лесостепная зона России, Дальний Восток (кроме Чукотки).

## Описание
Длина тела взрослой особи от 5,5 до 8 миллиметров. Голова клопа слегка наклонена, сужена спереди, трапециевидной формы. Тело близко к овальному. Рисунок на теле пёстрый и состоит из тёмных и светлых пятен. Тёмные пятна чёрного, синевато-чёрного или зеленовато-чёрного с металлическим отливом цвета. Светлые пятна жёлтого, красного или близкого к белому цвета. Рисунок изменчивый. Усики клопа покрыты короткими волосками. Цвет усиков тёмный.

## Размножение
Спариваются весной. Личинки эвридемы северной овальной или яйцевидной формы, без опушки. Постэмбриональное развитие личинок составляет от 25—30 дней на юге до 50—60 дней на севере.
Зимуют группами под остатками растений.

## Сельское хозяйство
Это насекомое является вредителем сельского хозяйства, так как личинки и взрослые особи питаются растениями из семейства крестоцветных, в том числе и культурными.